# Mattias Nørstebø
Mattias Nørstebø (Trondheim, 3 giugno 1995) è un hockeista su ghiaccio norvegese.

## Carriera
Dal 2012 al 2015 ha giocato con il Brynäs IF. Nella stagione 2014/15 ha militato in Svezia nel Mora IK, prima di far ritorno al Brynäs IF per l'annata seguente.
Dal 2016/17 gioca con il Frölunda HC.
In ambito internazionale, con la rappresentativa norvegese, ha preso parte a tre edizioni dei campionati mondiali (2015, 2016 e 2017).